# Мечеть ас-Сайеда Зейнаб
Мечеть ас-Сайеда Зейнаб (араб. مسجد السيدة زينب‎)  — историческая мечеть в городе Каир, столице Египта, представляющая собой одну из самых важных и крупнейших мечетей в истории Египта. Она названа в честь Сайеды Зайнаб бинт Али, одной из дочерей Али ибн Абу Талиба, четвёртого праведного халифа и первого из 12 почитаемых шиитами имамов, и его первой жены Фатимы, дочери пророка Мухаммеда.

## Расположение
Мечеть расположена в каирском районе Эс-Сайеда Зейнаб, получившим своё название от этой мечети. Он занимает центр района, перед мечетью лежит площадь Эс-Сайеда Зейнаб. Площадь имеет славу одной из самых известных и важных в Каире, со множеством ресторанов и кафе, заполненных людьми, особенно во время завтрака и сухура в период священного месяца Рамадан. Улица Зайн аль-Абидин соединяет мечеть с различными важными местами города.

## История
Мечеть считалась построенной на могиле Зайнаб бинт Али, дочери Али ибн Абу Талиба и сестры Хасана и Хусейна ибн Али (среди прочих). Некоторые историки полагают, что Зайнаб бинт Али была отправлена в Египет через несколько месяцев после битвы при Кербеле, где она поселилась за девять месяцев до своей смерти и была похоронена в этом месте. Таким образом, это место считается одной из наиболее популярных усыпальниц для посещения среди суннитов и исмаилитов. Однако многие люди, в первую очередь шииты-двунадесятники, считают, что Сайеда Зейнаб была на самом деле похоронена в Дамаске, в Сирии, где ныне существует мечеть Сайеда Зейнаб.
Нет точных сведений о том, когда была возведена мечеть над могилой Сайеды Зейнаб, и в настоящее время не найдено никаких исторических свидетельств, за исключением распоряжения османского правителя Али-паши о реконструкции в 1547 году. С того времени  был проведён ещё ряд реконструкций, в том числе проведённая Амиром Абдул Рахманом в 1768 году, а в 1940 году Министерством вакуфов Египта, в ходе последнего старое здание было полностью разрушено, а вместо него возведено нынешнее. С того времени мечеть не регистрируется как памятник исламской истории. Прежняя мечеть состояла из семи коридоров, параллельных стене киблы с квадратной чашей, покрытой куполом. На противоположной стороне стены кибла находится мавзолей Сайеды Зейнаб, окружённый медной оградой и увенчанный высоким куполом. В 1969 году Министерство пожертвований удвоило площадь мечети.